# WWE&WWWF王座一覧
WWE&WWWF王座一覧（WWEアンドWWWFおうざいちらん）は、WWE（旧：WWWF、WWF）のチャンピオンベルトの一覧である。

## 管理、認定している王座
- 世界ヘビー級王座（第2期）
- 世界タッグ王座
- 女子世界王座
- WWE王座
- WWEユニバーサル王座
- WWEインターコンチネンタル王座
- WWE US王座
- WWEタッグ王座
- WWE女子王座（第2期）
- WWE女子インターコンチネンタル王座
- WWE女子US王座
- WWE女子タッグ王座
- WWEスピード王座

## 管理、認定していた王座
- 世界ヘビー級王座（第1期）
- WWE UK王座
- WWEヨーロピアン王座
- WWE世界タッグ王座
- WWEクルーザー級王座（第1期）
- WWEクルーザー級王座（第2期）
- WWEディーヴァズ王座
- WWE女子王座（第1期）
- WWF世界女子タッグ王座
- WWEハードコア王座
- WWE24/7王座
- WWFインターナショナル・ヘビー級王座
- WWFインターナショナル・タッグ王座
- WWF北米ヘビー級王座
- WWFカナディアン王座
- WWFジュニアヘビー級王座
- WWFライトヘビー級王座
- WWWF USタッグ王座
- ECW王座

## 認定していた王座
- WWF世界マーシャルアーツ王座